# Bwin
bwin party digital entertainment plc è una società di scommesse online, nata dalla fusione fra bwin Interactive Entertainment AG e PartyGaming plc nel marzo 2011. La società ha sede a Gibilterra ed è quotata al London Stock Exchange con la sigla BPTY ed un membro dell'indice FTSE250.
Dal 1º febbraio 2016 fa parte del gruppo GVC Holdings PLC, che nel dicembre 2020 ha cambiato nome diventando Entain, puntando sulla crescita sostenibile impegnandosi a generare il 100% delle entrate dai mercati regolamentati localmente entro la fine del 2023. Il gruppo opera in un numero elevato di Paesi nel mondo, con uffici in Austria, Bulgaria, Danimarca, Germania, Gibilterra, India, Irlanda, Israele, Italia, Malta, Filippine, Slovacchia, Spagna, Regno Unito, Ucraina e Uruguay. Ha oltre 3200 tra dipendenti e collaboratori e gestisce oltre 4 miliardi di euro in scommesse sportive ogni anno.

## Storia
bwin, nota come betandwin dalla sua fondazione fino al 2006, inizia a operare nel settore delle scommesse nel 1997, con dodici dipendenti. L'azienda lancia il suo primo sito di gioco d'azzardo online a un anno dopo dalla sua fondazione, con particolare attenzione alle crescenti richieste del mercato delle scommesse sportive. Uno degli sviluppi più importanti nella storia della società è rappresentato dal lancio delle scommesse live, permettendo ai giocatori di puntare su eventi sportivi in corso. Nel 2000 viene quotata al Vienna Stock Exchange. Nel giugno 2001 betandwin acquisisce la Simon Bold di Gibilterra, fondando la bwin International Ltd e spostando le sue operazioni nel succitato territorio d'oltremare britannico.
Nel dicembre 2001 betandwin entra nel mercato del casinò online lanciando la sua prima piattaforma dedicata. Nel luglio 2003 lancia sul mercato una piattaforma di gioco nota come Balls of Fire. Nel novembre 2004 lancia la sua piattaforma di poker, e acquisisce poi nel 2005 betoto.com espandendo la propria presenza nel mercato greco delle scommesse; il dicembre dello stesso anno segna una nuova acquisizione, quella della e-Solutions Ongame AB, cambiando il proprio nome in bwin Games. Nell'agosto 2006 betandwin lancia il nuovo marchio bwin. Nel 2007 bwin inizia a offrire lo streaming in diretta di eventi sportivi. Nel settembre 2009 annuncia l'acquisizione dell'operatore di poker Gioco Digitale, entrando nel mercato italiano del gioco online.
Negli anni ha stretto diverse sponsorizzazioni nel calcio europeo, divenendo in particolare jersey sponsor di Milan (2006-2010) e Real Madrid (2007-2013), e title sponsor di Taça da Liga (2010-2011) e Serie B (2010-2013).